# Martin Engelman
 Martin Engelman  (* 22. Februar 1924 in Hoenkoop bei Utrecht, Niederlande; † 27. März 1992 in München) war ein niederländischer Maler und Grafiker.

## Leben und Werk
Martin Engelman besuchte von 1940 bis 1942 die Grafikschule in Amsterdam. Als die deutsche Besatzungsmacht ihn zum Arbeitsdienst zwangsverpflichten wollte, flüchtete er zu einem Onkel nach Limburg. Im Jahr 1942 begann er eine Schriftsetzerlehre in der Druckerei des Verlages Boosten & Stols in Maastricht. Zur selben Zeit besuchte er auch die dortige Kunstgewerbeschule für zwei Jahre und spezialisierte sich auf grafische Techniken.
Im Jahr 1943 fand Engelman Anschluss an eine Gruppe junger Geisteswissenschaftler, die sich um den deutschen Schriftsteller Wolfgang Frommel bildete. Frommel war zu dieser Zeit in der Amsterdamer Wohnung Herengracht 401 der Malerin Gisèle van Waterschoot van der Gracht untergetaucht. In dieser Wohnung versteckte sich damals bis zum Ende des Zweiten Weltkriegs eine Gruppe vor allem jüdischer Jugendlicher aus Deutschland und den Niederlanden. Die Gruppe nannte sich Castrum Peregrini. Martin Engelman druckte für Castrum Peregrini auf einer Handpresse eine Reihe bibliophiler Bücher. Eine weitere Gruppe von Juden, die sich in Bergen aan Zee versteckt hielt, versorgte Engelman mit Lebensmitteln. Im Jahr 1944 gelang es ihm, über Brüssel nach London auszureisen. Engelman meldete sich in London freiwillig bei der niederländischen Marine und wurde in der Abteilung für Propaganda eingesetzt.
Nach dem Ende des Krieges kehrte er in die Niederlande zurück und arbeitete bis 1947 als Grafikdesigner für den Verlag Mouton und Stols in Den Haag. In den 1950er- und 1960er-Jahren lebte und arbeitete Engelman in Mailand und Paris. Martin Engelman hatte 1960 in der Pariser Galerie Giraudoux erstmals eine wichtige Ausstellung als Maler. Er wurde aber auch als Gebrauchsgrafiker, Designer und Ausstellungsarchitekt international bekannt. Sein druckgrafisches Œuvre umfasst Lithographien, Holzschnitte, Radierungen und Aquatintae. Er beschäftigte sich in seinen Arbeiten mit Hieronymus Bosch, Pieter Bruegel und dem Surrealismus. Sein frühes malerisches und grafisches Werk wird von Chimären, Windgeistern und nicht menschlich-nicht tierischen Kreaturen bevölkert.
Im Jahr 1964 wurden 3 Gemälde von ihm auf der documenta III in Kassel gezeigt. 1969 nahm er ein einjähriges Stipendium im Rahmen des Deutschen Akademischen Austauschdienstes in Berlin an. Im Jahr 1971 wurde Engelman als Professor für Freie Malerei an die Hochschule der Künste Berlin berufen. In den 1970er-Jahren wurde die Natur als Inspirationsquelle für seine Kunst zunehmend wichtiger. Er verband Figürliches und Pflanzliches zu Inneren Landschaftsbildern. 1965 und 1997 hatte Engelman Einzelausstellungen seiner Arbeiten im Stedelijk Museum in Amsterdam.
„Werkbeispiele aus allen Schaffensphasen von Martin Engelman, darunter Schlüsselwerke seines malerischen und grafischen Werkes von den späten 1950er Jahren bis zu einem Spätwerk von 1990 ...“ befinden sich im Archiv für Künstlernachlässe der Stiftung Kunstfonds in Brauweiler.